# Specie italiane di Artemisia
La voce elenca le specie spontanee della flora italiana del genere Artemisia.

## Visione sinottica del genere
Il cladogramma seguente individua le varie sezioni (e sottosezioni) nelle quali sono raggruppate le varie specie della flora italiana del genere Artemisia:
| foglie inferiori pennate             | \| portamento cespuglioso (40 - 150 cm) \| Sezione II (F) \| \| \| Sezione II (F) \| \| piante nane (5 - 30 cm) \| Sezione II (E) \| \| \| Sezione II (E) \| |
|                                      | \| portamento cespuglioso (40 - 150 cm) \| Sezione II (F) \| \| \| Sezione II (F) \| \| piante nane (5 - 30 cm) \| Sezione II (E) \| \| \| Sezione II (E) \| |
| foglie inferiori tri-forcate         | Sezione II (D) |
|                                      | Sezione II (D) |
| portamento cespuglioso (40 - 150 cm) | Sezione II (F) |
|                                      | Sezione II (F) |
| piante nane (5 - 30 cm)              | Sezione II (E) |
|                                      | Sezione II (E) |

| portamento cespuglioso (40 - 150 cm) | Sezione II (F) |
|                                      | Sezione II (F) |
| piante nane (5 - 30 cm)              | Sezione II (E) |
|                                      | Sezione II (E) |

| capolino con 1-5 fiori      | Sezione III (H) |
|                             | Sezione III (H) |
| capolino con 20 o più fiori | Sezione III (G) |
|                             | Sezione III (G) |

| foglie glabre                    | Sezione I (C) |
|                                  | Sezione I (C) |
| foglie bianco-tomentose di sotto | \| foglie verdi di sopra \| Sezione I (B) \| \| \| Sezione I (B) \| \| foglie bianco-tomentose di sopra \| Sezione I (A) \| \| \| Sezione I (A) \| |
|                                  | \| foglie verdi di sopra \| Sezione I (B) \| \| \| Sezione I (B) \| \| foglie bianco-tomentose di sopra \| Sezione I (A) \| \| \| Sezione I (A) \| |
| foglie verdi di sopra            | Sezione I (B) |
|                                  | Sezione I (B) |
| foglie bianco-tomentose di sopra | Sezione I (A) |
|                                  | Sezione I (A) |

| foglie verdi di sopra            | Sezione I (B) |
|                                  | Sezione I (B) |
| foglie bianco-tomentose di sopra | Sezione I (A) |
|                                  | Sezione I (A) |

| capolino con 1-5 fiori      | Sezione III (H) |
|                             | Sezione III (H) |
| capolino con 20 o più fiori | Sezione III (G) |
|                             | Sezione III (G) |

| foglie glabre                    | Sezione I (C) |
|                                  | Sezione I (C) |
| foglie bianco-tomentose di sotto | \| foglie verdi di sopra \| Sezione I (B) \| \| \| Sezione I (B) \| \| foglie bianco-tomentose di sopra \| Sezione I (A) \| \| \| Sezione I (A) \| |
|                                  | \| foglie verdi di sopra \| Sezione I (B) \| \| \| Sezione I (B) \| \| foglie bianco-tomentose di sopra \| Sezione I (A) \| \| \| Sezione I (A) \| |
| foglie verdi di sopra            | Sezione I (B) |
|                                  | Sezione I (B) |
| foglie bianco-tomentose di sopra | Sezione I (A) |
|                                  | Sezione I (A) |

| foglie verdi di sopra            | Sezione I (B) |
|                                  | Sezione I (B) |
| foglie bianco-tomentose di sopra | Sezione I (A) |
|                                  | Sezione I (A) |

| foglie inferiori pennate             | \| portamento cespuglioso (40 - 150 cm) \| Sezione II (F) \| \| \| Sezione II (F) \| \| piante nane (5 - 30 cm) \| Sezione II (E) \| \| \| Sezione II (E) \| |
|                                      | \| portamento cespuglioso (40 - 150 cm) \| Sezione II (F) \| \| \| Sezione II (F) \| \| piante nane (5 - 30 cm) \| Sezione II (E) \| \| \| Sezione II (E) \| |
| foglie inferiori tri-forcate         | Sezione II (D) |
|                                      | Sezione II (D) |
| portamento cespuglioso (40 - 150 cm) | Sezione II (F) |
|                                      | Sezione II (F) |
| piante nane (5 - 30 cm)              | Sezione II (E) |
|                                      | Sezione II (E) |

| portamento cespuglioso (40 - 150 cm) | Sezione II (F) |
|                                      | Sezione II (F) |
| piante nane (5 - 30 cm)              | Sezione II (E) |
|                                      | Sezione II (E) |

| capolino con 1-5 fiori      | Sezione III (H) |
|                             | Sezione III (H) |
| capolino con 20 o più fiori | Sezione III (G) |
|                             | Sezione III (G) |

| foglie glabre                    | Sezione I (C) |
|                                  | Sezione I (C) |
| foglie bianco-tomentose di sotto | \| foglie verdi di sopra \| Sezione I (B) \| \| \| Sezione I (B) \| \| foglie bianco-tomentose di sopra \| Sezione I (A) \| \| \| Sezione I (A) \| |
|                                  | \| foglie verdi di sopra \| Sezione I (B) \| \| \| Sezione I (B) \| \| foglie bianco-tomentose di sopra \| Sezione I (A) \| \| \| Sezione I (A) \| |
| foglie verdi di sopra            | Sezione I (B) |
|                                  | Sezione I (B) |
| foglie bianco-tomentose di sopra | Sezione I (A) |
|                                  | Sezione I (A) |

| foglie verdi di sopra            | Sezione I (B) |
|                                  | Sezione I (B) |
| foglie bianco-tomentose di sopra | Sezione I (A) |
|                                  | Sezione I (A) |

| capolino con 1-5 fiori      | Sezione III (H) |
|                             | Sezione III (H) |
| capolino con 20 o più fiori | Sezione III (G) |
|                             | Sezione III (G) |

| foglie glabre                    | Sezione I (C) |
|                                  | Sezione I (C) |
| foglie bianco-tomentose di sotto | \| foglie verdi di sopra \| Sezione I (B) \| \| \| Sezione I (B) \| \| foglie bianco-tomentose di sopra \| Sezione I (A) \| \| \| Sezione I (A) \| |
|                                  | \| foglie verdi di sopra \| Sezione I (B) \| \| \| Sezione I (B) \| \| foglie bianco-tomentose di sopra \| Sezione I (A) \| \| \| Sezione I (A) \| |
| foglie verdi di sopra            | Sezione I (B) |
|                                  | Sezione I (B) |
| foglie bianco-tomentose di sopra | Sezione I (A) |
|                                  | Sezione I (A) |

| foglie verdi di sopra            | Sezione I (B) |
|                                  | Sezione I (B) |
| foglie bianco-tomentose di sopra | Sezione I (A) |
|                                  | Sezione I (A) |

| foglie inferiori pennate             | \| portamento cespuglioso (40 - 150 cm) \| Sezione II (F) \| \| \| Sezione II (F) \| \| piante nane (5 - 30 cm) \| Sezione II (E) \| \| \| Sezione II (E) \| |
|                                      | \| portamento cespuglioso (40 - 150 cm) \| Sezione II (F) \| \| \| Sezione II (F) \| \| piante nane (5 - 30 cm) \| Sezione II (E) \| \| \| Sezione II (E) \| |
| foglie inferiori tri-forcate         | Sezione II (D) |
|                                      | Sezione II (D) |
| portamento cespuglioso (40 - 150 cm) | Sezione II (F) |
|                                      | Sezione II (F) |
| piante nane (5 - 30 cm)              | Sezione II (E) |
|                                      | Sezione II (E) |

| portamento cespuglioso (40 - 150 cm) | Sezione II (F) |
|                                      | Sezione II (F) |
| piante nane (5 - 30 cm)              | Sezione II (E) |
|                                      | Sezione II (E) |

| capolino con 1-5 fiori      | Sezione III (H) |
|                             | Sezione III (H) |
| capolino con 20 o più fiori | Sezione III (G) |
|                             | Sezione III (G) |

| foglie glabre                    | Sezione I (C) |
|                                  | Sezione I (C) |
| foglie bianco-tomentose di sotto | \| foglie verdi di sopra \| Sezione I (B) \| \| \| Sezione I (B) \| \| foglie bianco-tomentose di sopra \| Sezione I (A) \| \| \| Sezione I (A) \| |
|                                  | \| foglie verdi di sopra \| Sezione I (B) \| \| \| Sezione I (B) \| \| foglie bianco-tomentose di sopra \| Sezione I (A) \| \| \| Sezione I (A) \| |
| foglie verdi di sopra            | Sezione I (B) |
|                                  | Sezione I (B) |
| foglie bianco-tomentose di sopra | Sezione I (A) |
|                                  | Sezione I (A) |

| foglie verdi di sopra            | Sezione I (B) |
|                                  | Sezione I (B) |
| foglie bianco-tomentose di sopra | Sezione I (A) |
|                                  | Sezione I (A) |

| capolino con 1-5 fiori      | Sezione III (H) |
|                             | Sezione III (H) |
| capolino con 20 o più fiori | Sezione III (G) |
|                             | Sezione III (G) |

| foglie glabre                    | Sezione I (C) |
|                                  | Sezione I (C) |
| foglie bianco-tomentose di sotto | \| foglie verdi di sopra \| Sezione I (B) \| \| \| Sezione I (B) \| \| foglie bianco-tomentose di sopra \| Sezione I (A) \| \| \| Sezione I (A) \| |
|                                  | \| foglie verdi di sopra \| Sezione I (B) \| \| \| Sezione I (B) \| \| foglie bianco-tomentose di sopra \| Sezione I (A) \| \| \| Sezione I (A) \| |
| foglie verdi di sopra            | Sezione I (B) |
|                                  | Sezione I (B) |
| foglie bianco-tomentose di sopra | Sezione I (A) |
|                                  | Sezione I (A) |

| foglie verdi di sopra            | Sezione I (B) |
|                                  | Sezione I (B) |
| foglie bianco-tomentose di sopra | Sezione I (A) |
|                                  | Sezione I (A) |

| foglie inferiori pennate             | \| portamento cespuglioso (40 - 150 cm) \| Sezione II (F) \| \| \| Sezione II (F) \| \| piante nane (5 - 30 cm) \| Sezione II (E) \| \| \| Sezione II (E) \| |
|                                      | \| portamento cespuglioso (40 - 150 cm) \| Sezione II (F) \| \| \| Sezione II (F) \| \| piante nane (5 - 30 cm) \| Sezione II (E) \| \| \| Sezione II (E) \| |
| foglie inferiori tri-forcate         | Sezione II (D) |
|                                      | Sezione II (D) |
| portamento cespuglioso (40 - 150 cm) | Sezione II (F) |
|                                      | Sezione II (F) |
| piante nane (5 - 30 cm)              | Sezione II (E) |
|                                      | Sezione II (E) |

| portamento cespuglioso (40 - 150 cm) | Sezione II (F) |
|                                      | Sezione II (F) |
| piante nane (5 - 30 cm)              | Sezione II (E) |
|                                      | Sezione II (E) |

| capolino con 1-5 fiori      | Sezione III (H) |
|                             | Sezione III (H) |
| capolino con 20 o più fiori | Sezione III (G) |
|                             | Sezione III (G) |

| foglie glabre                    | Sezione I (C) |
|                                  | Sezione I (C) |
| foglie bianco-tomentose di sotto | \| foglie verdi di sopra \| Sezione I (B) \| \| \| Sezione I (B) \| \| foglie bianco-tomentose di sopra \| Sezione I (A) \| \| \| Sezione I (A) \| |
|                                  | \| foglie verdi di sopra \| Sezione I (B) \| \| \| Sezione I (B) \| \| foglie bianco-tomentose di sopra \| Sezione I (A) \| \| \| Sezione I (A) \| |
| foglie verdi di sopra            | Sezione I (B) |
|                                  | Sezione I (B) |
| foglie bianco-tomentose di sopra | Sezione I (A) |
|                                  | Sezione I (A) |

| foglie verdi di sopra            | Sezione I (B) |
|                                  | Sezione I (B) |
| foglie bianco-tomentose di sopra | Sezione I (A) |
|                                  | Sezione I (A) |

| capolino con 1-5 fiori      | Sezione III (H) |
|                             | Sezione III (H) |
| capolino con 20 o più fiori | Sezione III (G) |
|                             | Sezione III (G) |

| foglie glabre                    | Sezione I (C) |
|                                  | Sezione I (C) |
| foglie bianco-tomentose di sotto | \| foglie verdi di sopra \| Sezione I (B) \| \| \| Sezione I (B) \| \| foglie bianco-tomentose di sopra \| Sezione I (A) \| \| \| Sezione I (A) \| |
|                                  | \| foglie verdi di sopra \| Sezione I (B) \| \| \| Sezione I (B) \| \| foglie bianco-tomentose di sopra \| Sezione I (A) \| \| \| Sezione I (A) \| |
| foglie verdi di sopra            | Sezione I (B) |
|                                  | Sezione I (B) |
| foglie bianco-tomentose di sopra | Sezione I (A) |
|                                  | Sezione I (A) |

| foglie verdi di sopra            | Sezione I (B) |
|                                  | Sezione I (B) |
| foglie bianco-tomentose di sopra | Sezione I (A) |
|                                  | Sezione I (A) |

### Sezione I - Artemisia
Descrizione generale: i fiori del disco sono ermafroditi; il ricettacolo è glabro o squamoso ed ha la forma di un disco;
Sottosezione A: le foglie sono bianco-tomentose su entrambe le facce.
- Il fusto è eretto; le foglie sono ricoperte da peli semplici; il picciolo di 3 - 5 mm è privo di orecchiette; il diametro dei capolini è di 7 - 8 mm (l'involucro ha 3,5 - 4 mm);

Artemisia atrata Lam. - Assenzio nero: l'altezza della pianta varia da 15 a 35 cm; il ciclo biologico è perenne; la forma biologica è camefita suffruticosa (Ch suffr); il tipo corologico è Orofita – Sud Europeo. L'habitat tipico sono i pascoli aridi e rocciosi; si trova sull'arco alpino fino ad una altitudine compresa fra 1800 e 2400 m s.l.m.. Numero cromosomico: 2n = 18.
- Le foglie inferiori hanno dei segmenti estremi lesiniformi acuti (quelle basali avvolgono il fusto); le brattee sono subglare; il diametro dell'involucro è di 2,5 - 3 mm; i fiori sono lunghi 2,8 - 3,0 mm e sono 40 - 50 per capolino;

Artemisia chamaemelifolia Vill. - Assenzio a foglie d'Achillea: l'altezza della pianta varia da 2 a 6 dm; il ciclo biologico è perenne; la forma biologica è camefita suffruticosa (Ch suffr); il tipo corologico è Orofita – Ovest Alpino - Pirenaico. L'habitat tipico sono i pendii rupestri soleggiati; è raro e si trova solamente nelle Alpi Occidentali fino ad una altitudine compresa fra 1000 e 2300 m s.l.m.. Numero cromosomico: 2n = 18.
- Le foglie inferiori hanno dei segmenti estremi lanceolati ristretti all'apice; le brattee sono subglare; i fiori sono lunghi 1,2 - 1,9 mm e sono 30 - 35 per capolino;

Artemisia pontica L. - Assenzio pontico: l'altezza della pianta varia da 3 a 6 dm; il ciclo biologico è perenne; la forma biologica è emicriptofita scaposa (H scap); il tipo corologico è Sud Est Europeo – Sud Siberiano (Steppico). L'habitat tipico sono le zone ruderali, le scarpate, le strade rurali e praterie rase; è raro e si trova solamente nelle Alpi Occidentali) fino ad una altitudine compresa fra 300 e 1000 m s.l.m..
Sottosezione B: le foglie sono verdi di sopra e bianco-tomentose di sotto.
- Il picciolo è privo di orecchiette; il portamento è cespuglioso; le foglie sono completamente divise in lacinie; i capolini subsferici sono larghi 2 - 5 mm; il ricettacolo è glabro;

Artemisia abrotanum L. - Abrotano: l'altezza della pianta varia da 5 a 10 dm; il ciclo biologico è perenne; la forma biologica è camefita suffruticosa (Ch suffr). È una specie naturalizzata e in Italia si trova solo se coltivata.
- Le foglie hanno una lamina grande e ben sviluppata, verde e glabra nella parte superiore, tomentosa in quella inferiore; nelle foglie superiori i segmenti del primo ordine sono dentati; la radice principale della pianta è breve ed obliqua, ma priva di stoloni; i capolini hanno delle forme ovoidi con diametri di 1,5 - 3 mm;

Artemisia vulgaris L. - Assenzio selvatico: l'altezza della pianta varia da 5 a 20 dm; il ciclo biologico è perenne; la forma biologica è emicriptofita scaposa (H scap); il tipo corologico è Circumboreale. L'habitat tipico sono gli incolti e le macerie (pianta sinantropa); la distribuzione sul territorio italiano è pressoché totale (più rara al Sud) fino ad una altitudine di 1000 m s.l.m.. Numero cromosomico: 2n = 16.
- La pianta è stolonifera (stoloni orizzontali striscianti); i segmenti delle foglie superiori sono interi (lacinie lineari molto lunghe);

Artemisia verlotiorum Lamotte - Assenzio dei fratelli Verlot: l'altezza della pianta varia da 5 a 20 dm; il ciclo biologico è perenne; la forma biologica è emicriptofita scaposa (H scap); il tipo corologico è Asiatico - Orientale. L'habitat tipico sono i fanghi e zone vicine ai fiumi; la distribuzione sul territorio italiano è pressoché totale fino ad una altitudine di 600 m s.l.m., ma viene indicata come “specie esotica naturalizzata”. Numero cromosomico: 2n = 54.
Sottosezione C: le piante sono glabre sui fusti e sulle foglie. 
- I segmenti delle foglie del secondo ordine sono visibilmente divisi (2-3-dentati o partiti); il colore dei fiori è biancastro; i capolini dell'infiorescenza sono penduli ed hanno un diametro di 1,5 - 2 mm;

Artemisia annua L. - Assenzio annuale: l'altezza della pianta varia da 5 a 15 dm; il ciclo biologico è annuo; la forma biologica è terofita scaposa (T scap); il tipo corologico è Eurasiatico (Steppico). L'habitat tipico sono gli incolti, le zone ruderali e sabbiose; la distribuzione sul territorio italiano è discontinua (nord e centro), perlopiù naturalizzata, fino ad una altitudine di 500 m s.l.m.. Numero cromosomico: 2n = 18.
- Le foglie sono semplicemente pennatosette con segmenti seghettati; i capolini dell'infiorescenza sono sessili e eretto-patenti con diametri di 2,5 - 3 mm; le brattee hanno un margine membranoso e stretto;

Artemisia biennis Wild. - Assenzio bienne: l'altezza della pianta varia da 3 a 12 dm; il ciclo biologico è annuo/bienne; la forma biologica è terofita scaposa (T scap); il tipo corologico è Eurasiatico - Circumboreale. L'habitat tipico sono le zone ruderali; la distribuzione sul territorio italiano è relativa al solo Friuli-Venezia Giulia ed è naturalizzata. Numero cromosomico: 2n = 18.
- I segmenti delle foglie (bipennate) del secondo ordine sono dentati; i fiori sono biancastri; i capolini dell'infiorescenza sono eretto-patenti con diametri di 2,5 - 3 mm;

Artemisia tournefortiana Rchb.  - Assenzio dell'Armenia: l'altezza della pianta varia da 10 a 20 dm; il ciclo biologico è annuo; la forma biologica è terofita scaposa (T scap); il tipo corologico è Sud Ovest Asiatico - Turanico. L'habitat tipico sono le scarpate autostradali, gli argini, i bordi delle vie e le aree ruderali; la distribuzione sul territorio italiano è relativa al solo Friuli-Venezia Giulia fino ad una altitudine di 200 m s.l.m.. Numero cromosomico: 2n = 18.

### Sezione II - Absinthium
Descrizione generale: i fiori del disco sono ermafroditi (i fiori periferici sono femminili); il ricettacolo è pubescente e di tipo disciforme; l'indumento è formato da peli medifissi.
Sottosezione D: le foglie inferiori sono doppiamente triforcate.
- L'infiorescenza si presenta con i capolini distribuiti a 360°; i capolini contengono 10 – 15 fiori; le brattee sono ricoperte da un feltro lanoso;

Artemisia umbelliformis Lam. - Assenzio genepi bianco: l'altezza della pianta varia da 6 a 12 cm; il ciclo biologico è perenne; la forma biologica è camefita suffruticosa (Ch suffr); il tipo corologico è Orofita – Sud Ovest Europeo. L'habitat tipico sono le rupi, le ghiaie, le sabbie e greti glaciali ; si trova nel nord Italia fino ad una altitudine compresa fra 2400 e 3000 m s.l.m.. Numero cromosomico: 2n = 36.
- Le foglie inferiori sono triforcate due volte; i capolini contengono 20 – 50 fiori; le brattee sono ricoperte da un feltro lanoso;

Artemisia eriantha  Ten. - Assenzio rupestre: l'altezza della pianta varia da 2 a 20 cm; il ciclo biologico è perenne; la forma biologica è camefita suffruticosa (Ch suffr); il tipo corologico è Alpica - Pirenaica. L'habitat tipico sono le rupi e i pendii ghiaiosi; si trova raramente al centro dell'Italia fino ad una altitudine compresa fra 2400 e 3100 m s.l.m.. Numero cromosomico: 2n = 18. Nella "Flora d'Italia" di Sandro Pignatti questa entità è descritta come Artemisia umbelliformis subsp. eriantha (Ten.) Valles-Xirau et Oliva Branas.
- Le foglie sono divise in sottili lacinie, e sono tomentose o vischiose; quelle inferiori sono divise due volte in tre segmenti; le brattee dell'involucro sono brevemente pubescenti (il margine bruno rimane in vista); i capolini contengono 10 – 20 fiori;

Artemisia genipi Stechm. - Assenzio genepi a spiga: l'altezza della pianta varia da 5 a 12 cm; il ciclo biologico è perenne; la forma biologica è camefita suffruticosa (Ch suffr); il tipo corologico è Endemico Alpico. L'habitat tipico sono le rupi e le ghiaie della fascia nivale alpina; si trova nelle Alpi fino ad una altitudine compresa fra 2400 e 2800 m s.l.m.. Numero cromosomico: 2n = 18.
Sottosezione E: le piante sono nane (5 – 30 cm); le foglie inferiori sono pennatosette.
- Le brattee involucrali sono del tutto lanose; la corolla e il ricettacolo sono densamente pelosi; i fiori sono 20 - 30 per capolino;

Artemisia pedemontana Balb. - Assenzio lanato: l'altezza della pianta varia da 15 a 30 cm; il ciclo biologico è perenne; la forma biologica è camefita suffruticosa (Ch suffr); il tipo corologico è Orofita Sud Europeo - Caucasico. L'habitat tipico sono i pascoli aridi e le rupi; si trova molto raramente al Nord fino ad una altitudine compresa fra 450 e 1200 m s.l.m.. Numero cromosomico: 2n = 16.
- La pianta si presenta bianco-argentina; le squame dell'involucro sono brevemente pubescenti (il margine bruno rimane in vista); l'infiorescenza si presenta unilaterale; i capolini contengono 15 – 40 fiori;

Artemisia nitida Bertold. - Assenzio lucido: l'altezza della pianta varia da 10 a 45 cm; il ciclo biologico è perenne; la forma biologica è camefita suffruticosa (Ch suffr); il tipo corologico è Endemico. L'habitat tipico sono le rupi soleggiate su substrato calcareo; si trova molto raramente nel nord Italia (verso oriente) fino ad una altitudine compresa fra 1300 e 1800 m s.l.m.. Numero cromosomico: 2n = 54.
- I capolini sono sessili e sono raccolti all'apice del fusto; la corolla è glabra;

Artemisia glacialis L. - Assenzio genepi nero: l'altezza della pianta varia da 5 a 15 cm; il ciclo biologico è perenne; la forma biologica è camefita suffruticosa (Ch suffr); il tipo corologico è Subendemico. L'habitat tipico sono le rupi e le pietraie (morene); si trova comunemente nelle Alpi Occidentali fino ad una altitudine compresa fra 2100 e 3300 m s.l.m.. Numero cromosomico: 2n = 16.
Sottosezione F: le foglie inferiori sono pennate;  il portamento è cespuglioso (40 – 150 cm).
- L'altezza della pianta è elevata e forma un cespuglio; le lacinie delle foglie basali sono larghe 3 – 4 mm; il diametro dei capolini è di 3 – 5 mm;

Artemisia absinthium L. - Assenzio vero: l'altezza della pianta varia da 4 a 12 dm; il ciclo biologico è perenne; la forma biologica è camefita suffruticosa (Ch suffr); il tipo corologico è Est Mediterraneo. L'habitat tipico sono gli incolti aridi e le siepi; è comune in Italia con esclusione della Sicilia e Sardegna e si trova fino ad una altitudine di 1000 m s.l.m.. Numero cromosomico: 2n = 18.
- Le lacinie delle foglie sono larghe 0,5 – 2 mm; il diametro dei capolini è di 5 – 8 mm; il ricettacolo è peloso;

Artemisia arborescens L. - Assenzio arbustivo: l'altezza della pianta varia da 5 a 15 dm; il ciclo biologico è perenne; la forma biologica è fanerofita cespugliosa (P caesp); il tipo corologico è Sud Mediterraneo. L'habitat tipico sono le rupi calcaree e vecchimuri; è comune soprattutto nell'Italia del sud e si trova fino ad una altitudine di 1000 m s.l.m.. Numero cromosomico: 2n = 18.

### Sezione III - Seriphidium
Descrizione generale: il ricettacolo è conico e glabro; i fiori del disco e periferici sono ermafroditi.
Sottosezione G: i capolini hanno un diametro di 4 - 5,5 mm ed hanno 20 fiori o più.
- Il diametro dei capolini varia da 4 a 6 mm; i capolini contengono fino a 22 - 25 fiori; le foglie maggiori del fusto sono del tipo 2-pennatosette con i segmenti del 2º ordine interi;

Artemisia alba Turra - Assenzio maschio: l'altezza della pianta varia da 2 a 4 dm; il ciclo biologico è perenne; la forma biologica è camefita suffruticosa (Ch suffr); il tipo corologico è Sud Europeo (Sub-mediterraneo). L'habitat tipico sono i prati aridi e i pendii sassosi (su substrato calcareo); è comune in Italia con esclusione della Calabria e Sardegna fino ad una altitudine di 1300 m s.l.m..  Numero cromosomico: 2n = 18, 36 e 54.
Sottosezione H: i capolini hanno un diametero di 1 – 2 mm ed hanno 1 - 5 fiori e le brattee di 3,8 - 4,2 mm.
- Le squame dell'involucro sono lanose; il diametro dei capolini varia da 1 a 2 mm; la dimensione delle brattee maggiori dell'involucro (quelle interne) varia da 3,8 a 4,2 mm; la dimensione dei fiori supera i 4 mm; le foglie basali dei rami sterili sono intere o 1–2-pennatosette con segmenti finali larghi oltre 2 mm;

Artemisia caerulescens L. - Assenzio litorale: l'altezza della pianta varia da 1 a 8 dm; il ciclo biologico è perenne; la forma biologica è camefita suffruticosa (Ch suffr); il tipo corologico è Euri-mediterraneo. L'habitat tipico sono gli ambienti salini dei litorali e i calanchi; la distribuzione di questa pianta in Italia (considerata rara) è soprattutto centrale fino ad una altitudine di 300 m s.l.m.. Numero cromosomico: 2n = 18.
- Le brattee dell'infiorescenza sono lunghe più di 3 mm e bipennate; l'indumento della pianta è bianco-lanoso; il rachide delle foglie basali morte non è persistente;

Artemisia vallesiaca All. - Assenzio del Vallese: l'altezza della pianta varia da 10 a 35 cm; il ciclo biologico è perenne; la forma biologica è camefita suffruticosa (Ch suffr); il tipo corologico è Subsiberiano (Steppico). L'habitat tipico sono i pendii aridi; si trova nell'arco alpino (Valle d'Aosta) fino ad una altitudine compresa tra 600 e 1000 m s.l.m.. Numero cromosomico: 2n = 36.
- Le foglie dell'infiorescenza hanno una lamina di tipo 1-2-pennatosetta; le brattee dell'infiorescenza sono lunghe fino a 2,6 mm; l'indumento della pianta è grigio-tomentosa; il rachide delle foglie basali morte è persistente;

Artemisia densiflora Wiv. - Assenzio della Corsica: l'altezza della pianta varia da 10 a 22 cm; il ciclo biologico è perenne; la forma biologica è camefita suffruticosa (Ch suffr); il tipo corologico è Endemico. L'habitat tipico sono le rupi e le spiagge marittime (su substrato siliceo); sul territorio italiano si trova in Sardegna. Nella "Flora d'Italia" di Sandro Pignatti questa entità è descritta come Artemisia caerulescens subsp. densiflora (Viv.) Kerguelen et Lambinon.

### Sezione IV - Dracunculus
Descrizione generale: il ricettacolo è glabro; i capolini sono disciformi; i fiori del disco sono maschili, quelli periferici sono femminili.
- Le foglie sono divise in sottili lacinie, e sono tomentose o vischiose; quelle inferiori sono pennatosette con due diramazioni per lato; il picciolo alla base si allarga in due orecchiette; le brattee dell'involucro sono glabre;

Artemisia campestris L. - Assenzio di campo: l'altezza della pianta varia da 2 a 6 dm; il ciclo biologico è perenne; la forma biologica è camefita suffruticosa (Ch suffr); il tipo corologico è Circumboreale. L'habitat tipico sono le zone aride; la distribuzione di questa pianta in Italia è discontinua (nord e sud) fino ad una altitudine di 2500 m s.l.m.. Numero cromosomico: 2n = 36.
- Le piante di questo gruppo sono annue; le foglie sono divise del tipo 2-3 pennatosette; i segmenti delle foglie del secondo ordine sono poco divisi (interi o con poche lacinie laterali); il colore dei fiori è rossastro; le foglie sono glabre o con pochi peli appressati;

Artemisia scoparia W. & K. - Assenzio scopario: l'altezza della pianta varia da 3 a 10 dm; il ciclo biologico è bienne; la forma biologica è emicriptofita bienne (H bienn); il tipo corologico è Est Europeo – Sud Siberiano. L'habitat tipico sono i greti dei fiumi e le sabbie; la distribuzione sul territorio italiano è relativa alla Pianura Padana (Lombardia e Emilia-Romagna) e viene indicata come “specie esotica naturalizzata”.
- Il portamento consiste in un cespuglio glabro; le foglie sono intere con forme lineari-lanceolate; le sinflorescenze sono formate da capolini penduli in pannocchie fogliose piramidali;

Artemisia dracunculus L. - Assenzio dragoncello: l'altezza della pianta varia da 6 a 12 dm; il ciclo biologico è perenne; la forma biologica è camefita suffruticosa (Ch suffr); il tipo corologico è Sarmatico - Siberiano. L'habitat tipico sono i greti dei fiumi e le sabbie; la distribuzione sul territorio italiano è relativa alla Pianura Padana (Lombardia e Emilia-Romagna) e viene indicata come “specie esotica naturalizzata” e presente solamente come coltivata.

## Specie alpine
Delle due dozzine di specie spontanee della flora italiana, la maggior parte vive sull'arco alpino. La tabella seguente mette in evidenza alcuni dati relativi all'habitat, al substrato e alla distribuzione delle specie alpine.
| Specie | Comunità vegetali | Piani vegetazionali         | Substrato | pH     | Livello trofico | H2O   | Ambiente | Zona alpina                                |
| --- | ----------------- | --------------------------- | --------- | ------ | --------------- | ----- | -------- | ------------------------------------------ |
| A. abrotanum | 5                 | collinare                   | Ca-Si     | neutro | medio           | secco | B2 B7 B9 | NO BS BZ                                   |
| A. absinthium | 5                 | subalpino montano collinare | Ca-Si     | basico | alto            | secco | B2 F2    | tutto l'arco alpino                        |
| A. alba | 9                 | montano collinare           | Ca        | basico | basso           | arido | C2 C3 F2 | tutto l'arco alpino (escl. AO VC NO VA SO) |
| A. annua | 2                 | collinare                   | Ca-Si     | neutro | alto            | medio | B2 B5    | tutto l'arco alpino (escl. CO SO UD)       |
| A. atrata | 10                | alpino subalpino            | Ca-Ca/Si  | basico | basso           | secco | F5       | CN TO UD                                   |
| A. campestris | 9                 | montano collinare           | Ca-Si     | basico | basso           | arido | B2 F2    | tutto l'arco alpino (escl. CO BG UD)       |
| A. chamaemelifolia | 9                 | subalpino montano           | Ca-Si     | neutro | basso           | arido | F2       | CN TO AO                                   |
| A. genipi | 3                 | alpino subalpino            | Ca-Si     | neutro | basso           | secco | C2 C3 F5 | tutto l'arco alpino                        |
| A. glacialis | 3                 | alpino subalpino            | Ca-Si     | neutro | basso           | secco | C2 C3    | CN TO AO VC NO                             |
| A. dracunculus | 5                 | montano collinare           | Ca-Si     | neutro | alto            | medio | B9       | coltivata                                  |
| A. eriantha | 3                 | alpino subalpino            | Si        | acido  | basso           | secco | C2       | CN TO                                      |
| A. nitida | 3                 | subalpino collinare         | Ca        | basico | basso           | secco | C2 F5    | TN BZ BL UD                                |
| A. pedemontana | 12                | montano collinare           | Ca        | basico | basso           | arido | C2 C3 F2 | CN                                         |
| A. pontica | 9                 | collinare                   | Ca-Si     | neutro | alto            | secco | B2 F2    | UD ?                                       |
| A. scoparia | 5                 | collinare                   | Ca-Si     | neutro | alto            | secco | B1 B2 F2 | UD ?                                       |
| A. umbelliformis | 3                 | alpino                      | Ca/Si-Si  | neutro | basso           | medio | C2 F5    | tutto l'arco alpino (escl. UD)             |
| A. vallesiaca | 9                 | montano collinare           | Ca        | basico | basso           | arido | F2       | AO                                         |
| A. verlotiorum | 5                 | montano collinare           | Ca-Si     | neutro | alto            | medio | B2       | tutto l'arco alpino                        |
| A. vulgaris | 5                 | montano collinare           | Ca-Si     | neutro | alto            | medio | B1 B2 B5 | tutto l'arco alpino                        |
| Legenda e note alla tabella. Substrato con “Ca-Si” si intendono rocce di carattere intermedio (calcari silicei e simili); vengono prese in considerazione solo le zone alpine del territorio italiano (sono indicate le sigle delle province). Comunità vegetali: 3 = comunità delle fessure, delle rupi e dei ghiaioni; 5 = comunità perenni nitrofile; 9 = comunità a emicriptofite e camefite delle praterie rase magre secche; 10 = comunità delle praterie rase dei piani subalpino e alpino con dominanza di emicriptofite; 12 = comunità delle lande di arbusti nani e delle torbiere Habitat: B1 = campi, colture e incolti; B2 = ambienti ruderali, scarpate; B5 = rive, vicinanze corsi d'acqua; B7 = parchi, giardini, terreni sportivi; B9 = coltivi umani; C2 = rupi, muri e ripari sotto roccia; C3 = ghiaioni, morene e pietraie; F2 = praterie rase, prati e pascoli dal piano collinare al subalpino; F5 = praterie rase subalpine e alpine |                   |                             |           |        |                 |       |          |                                            |